# بق ناري
البق الناري أو طَثْرة الكرمة أو الزَّخَّالة عديمة الجناحين (الاسم العلمي: Pyrrhocoris apterus) هي حشرة من فصيلة الزخاليات. يمكن التعرف عليها بسهولة بسبب لونها الأحمر والأسود الملفت للنظر. يتزاوج البق الناري في شهري أبريل ومايو ويمكن أن يستغرق التزاوج من 12 ساعة إلى 7 أيام، ويتألف غذاؤه في المقام الأول من بذور الأشجار وغالباً ما يوجد في مجموعات قرب جذوع الأشجار الخبازية وبذور الزيزفون.

## وصلات خارجية
- صور لحشرة النار نسخة محفوظة 11 مارس 2007 على موقع واي باك مشين.
- معلومات عن حشرة النار